# Parotis ogasawarensis
Parotis ogasawarensis is een vlinder uit de familie van de grasmotten (Crambidae), uit de onderfamilie van de Spilomelinae. De wetenschappelijke naam van deze soort is voor het eerst voorgesteld als Margaronia ogasawarensis door Jinshichi Shibuya in een publicatie uit 1929.
De soort komt voor in Japan.